# L'addio (film)
L'addio (Прощание) è un film del 1981 diretto da Ėlem Germanovič Klimov e Larisa Efimovna Šepit'ko.

## Trama
Per la costruzione di una centrale idroelettrica è necessario allagare il borgo insulare di Matёra. I suoi abitanti dovranno dire addio a questo posto.